# Nemzeti Bajnokság I/A (mannen)
De Nemzeti Bajnokság I/A is de hoogste mannenbasketbalklasse van Hongarije, de competitie werd voor het eerst gehouden in 1933. Tussen 1933 en 1954 werd er met wisselende aantallen clubs gespeeld maar sinds 1954 speelt men met 14 ploegen.

## Competitieformat
De competitie telt 14 teams. Een NB I/A seizoen is opgesplitst in een reguliere fase en een play-off/play-down fase. Aan het eind van het regulier seizoen spelen de beste 5 teams nog eens 5 keer tegen elkaar, en dan kwalificeren de beste 8 teams zich voor de play-off-fase. De play-offs worden gespeeld in "Best of five"-formaat. Het winnende team van de laatste ronde is de kampioen van dat seizoen.
De twee onderste teams spelen tegen elkaar in "Best of three"-formaat. Het verliezende team degradeerd.

## Kampioenen
- 1933: Közgazdasági Egyetem
- 1934: BSZKRT Előre
- 1934/35: TFSE
- 1935/36: MAFC
- 1936/37: BSZKRT Előre
- 1937/38: BSZKRT Előre
- 1938/39: BSZKRT Előre
- 1939/40: BSZKRT Előre
- 1940/41: BSZKRT Előre
- 1941/42: BEAC
- 1943: BSZKRT Előre
- 1944: MAFC
- 1945: BSZKRT Előre
- 1945/46: Budapesti Kinizsi TE
- 1946/47: Budapesti Postás
- 1947/48: MÁVAG
- 1948/49: BSZKRT Előre
- 1949/50: MAFC
- 1950: MÁVAG
- 1951: MAFC
- 1952: Budapesti Honvéd
- 1953: Budapesti Honvéd
- 1954: Budapesti Honvéd
- 1955: Budapesti Honvéd

- 1956: MAFC
- 1957: Budapesti Honvéd
- 1957/58: Budapesti Honvéd
- 1958/59: Budapesti Honvéd
- 1959/60: Budapesti Honvéd
- 1960/61: Budapesti Honvéd
- 1961/62: Budapesti Honvéd
- 1962/63: Budapesti Honvéd
- 1964: Budapesti Honvéd
- 1965: Budapesti Honvéd
- 1966: Budapesti Honvéd
- 1967: Budapesti Honvéd
- 1968: Budapesti Honvéd
- 1969: Budapesti Honvéd
- 1970: MAFC
- 1971: Budapesti Honvéd
- 1972: Csepel SC
- 1973: Csepel SC
- 1974: Budapesti Honvéd
- 1975: MAFC
- 1976: Budapesti Honvéd
- 1977: Budapesti Honvéd
- 1978: Budapesti Honvéd
- 1979: Budapesti Honvéd

- 1980/81: Budapesti Honvéd
- 1981/82: Budapesti Honvéd
- 1982/83: Budapesti Honvéd
- 1983/84: Budapesti Honvéd
- 1984/85: Budapesti Honvéd
- 1985/86: Budapesti Honvéd
- 1986/87: BC Körmend
- 1987/88: ZTE KK
- 1988/89: Csepel SC
- 1989/90: ZTE KK
- 1990/91: Szolnoki Olajbányász
- 1991/92: ZTE KK
- 1992/93: Budapesti Honvéd
- 1993/94: Budapesti Honvéd
- 1994/95: Budapesti Honvéd
- 1995/96: BC Körmend
- 1996/97: Budapesti Honvéd
- 1997/98: Alba Fehérvár
- 1998/99: Alba Fehérvár
- 1999/00: Alba Fehérvár
- 2000/01: Kaposvári KK
- 2001/02: Atomerőmű SE
- 2002/03: BC Körmend
- 2003/04: Kaposvári KK

- 2004/05: Atomerőmű SE
- 2005/06: Atomerőmű SE
- 2006/07: Szolnoki Olajbányász
- 2007/08: Falco KC Szombathely
- 2008/09: Atomerőmű SE
- 2009/10: ZTE KK
- 2010/11: Szolnoki Olajbányász
- 2011/12: Szolnoki Olajbányász
- 2012/13: Alba Fehérvár
- 2013/14: Szolnoki Olajbányász
- 2014/15: Szolnoki Olajbányász
- 2015/16: Szolnoki Olajbányász
- 2016/17: Alba Fehérvár
- 2017/18: Szolnoki Olajbányász
- 2018/19: Falco KC Szombathely
- 2019/20: Geen kampioen door Coronacrisis
- 2020/21: Falco KC Szombathely
- 2021/22: Falco KC Szombathely
- 2022/23: Falco KC Szombathely
- 2023/24: Falco KC Szombathely
- 2024/25: Szolnoki Olajbányász

## Titels per club
| Club                 | Aantal | Jaar |
| -------------------- | ------ | --- |
| Budapesti Honvéd     | 33x    | 1952, 1953, 1954, 1955, 1957, 1957/58, 1958/59, 1959/60, 1960/61, 1961/62, 1962/63, 1964, 1965, 1966, 1967, 1968, 1969, 1971, 1974, 1976, 1977, 1978, 1979, 1980/81, 1981/82, 1982/83, 1983/84, 1984/85, 1985/86, 1992/93, 1993/94, 1994/95, 1996/97 |
| Budapesti Előre      | 9x     | 1934, 1936/37, 1937/38, 1938/39, 1939/40, 1940/41, 1943/44, 1945, 1948/49 |
| Szolnoki Olaj        | 9x     | 1990/91, 2006/07, 2010/11, 2011/12, 2013/14, 2014/15, 2015/16, 2017/18, 2024/25 |
| MAFC                 | 7x     | 1935/36, 1944, 1949/50, 1951, 1956, 1970, 1975 |
| Falco KC Szombathely | 6x     | 2007/08, 2018/19, 2020/21, 2021/22, 2022/23, 2023/24 |
| Alba Fehérvár        | 5x     | 1997/98, 1998/99, 1999/2000, 2012/13, 2016/17 |
| Atomerőmű SE         | 4x     | 1987/88, 1989/90, 1991/92, 2009/10 |
| ZTE KK               | 4x     | 2001/02, 2004/05, 2005/06, 2008/09 |
| Csepel SC            | 3x     | 1986/87, 1995/96, 2002/03 |
| BC Körmend           | 3x     | 1972, 1973, 1988/89 |
| Kaposvári KK         | 2x     | 2000/01, 2003/04 |
| BEAC                 | 2x     | 1941/42, 1942/43 |
| MÁVAG                | 2x     | 1947/48, 1950 |
| Közgazdasági Egyetem | 1x     | 1946/47 |
| TFSE                 | 1x     | 1946 |
| Budapesti Kinizsi    | 1x     | 1934/35 |
| Budapesti Postás     | 1x     | 1933 |